# Романенко, Татьяна Александровна
Татья́на Алекса́ндровна Романе́нко (укр. Тетяна Олександрівна Романенко; 3 октября 1990, Одесса) — украинская футболистка, нападающий клуба «Сент-Этьен» и сборной Украины. Мастер спорта Украины.
Трижды (2012, 2014, 2015) номинирована на звание лучшей футболистки Украины.

## Клубная карьера
Первый тренер — Валентин Бевзюк.
Выступала в детско-юношеской футбольной лиге Украины за одесский «Локомотив», где команда состояла только из мальчиков. В 2003 году Татьяна играла за одесскую «Черноморочку». Спустя два года она поступила в Херсонское высшее училище физической культуры и стала выступать за местную «Южанку» в чемпионате Украины. В 2008 году Романенко приняла участие в финальной игре Кубка Украины за харьковский «Жилстрой-1», который обыграл черниговскую «Легенду» (2:1).
Следующий клубом в карьере Романенко стала российская «Энергия». Вместе с воронежским клубом украинка стала бронзовым призёром чемпионата России. В 2010 году футболистка перешла в краснодарскую «Кубаночку», которая вернулась в высший дивизион России. В марте 2010 года Романенко принимала участие в турнире Кубанская весна в составе сборной Краснодарского края. Первый сезон в новой команде закончился последним местом для коллектива. Вместе с «Кубаночкой» дошла до финала Кубка России, где краснодарцы уступили «Рязани-ВДВ» (0:5). Главный тренер команды Татьяна Зайцева оценила последний сезон Романенко в составе команды как неудачный.
Позже выступала за южнокорейский «Сувон» и итальянский «Эмполи». В начале 2017 года подписала контракт с французским «Реймсом», с этим клубом вышла из первого дивизиона Франции в высший.
Романенко представляла Всеукраинскую ассоциацию футболистов-профессионалов на конференции Международной федерации ассоциации профессиональных футболистов в Нидерландах в августе 2017 года.

## Карьера в сборной
Выступала за юношескую сборную Украины до 19 лет. Дебют состоялся 26 сентября 2006 года в матче против Молдавии (5:1). Всего за сборную до 19 лет провела 17 игр и забила 5 мячей.
С 2007 года призывается в национальную сборную Украины. В 2009 году главный тренер сборной Анатолий Куцев вызвал Романенко на чемпионат Европы в Финляндии. После победного гола в ворота Уэльса 17 сентября 2014 года, главный тренер валлийек Ярмо Матикайнен был отправлен в отставку.

## Достижения
«Жилстрой-1»
- Обладатель Кубка Украины (1): 2008

«Энергия» (Воронеж)
- Бронзовый призёр чемпионата России (1): 2009

«Кубаночка»
- Финалист Кубка России (1): 2014